# Johannes de Doperkerk (Ewijk)
De Johannes de Doperkerk is een rooms-katholiek kerkgebouw in Ewijk. De kerk werd in 1916-1917 gebouwd in neoromaanse stijl naar ontwerp van architect Jos Margry. De toren op de schetsontwerpen is nooit uitgevoerd. In de dakruiter bevindt zich een uurwerk met een luidklok die met één slag het halve uur aangeeft en op elk heel uur met het daarbij behorend aantal slagen weerklinkt. De kerk is toegewijd aan Johannes de Doper en Antonius van Padua. Het gebouw is een rijksmonument.

## Geschiedenis
In 1916-1917 werd aan de Julianastraat, op een ietwat ten zuiden van de pastorie gelegen terrein, een nieuwe parochiekerk gebouwd. De kerk verving de middeleeuwse parochiekerk die aan de andere kant van de pastorie had gestaan, waarvan nu nog alleen de oude toren resteert. 
Het gebouw verrees in 1916-1917, naar een ontwerp van architect Jos Margry, onder bouwpastoor L.I. Reniers. Op 18 april 1916 kreeg Reniers toestemming van Mgr. van de Ven om met de bouw te beginnen. De totale bouwsom bedroeg f 62.266,-. De firma Thunnissen en Van Sambeek, oorspronkelijk afkomstig uit Nijmegen, was de aannemer. Bisschop van de Ven stelde f 50.000,- uit het Grewen-fonds beschikbaar, onder de voorwaarde dat St. Antonius van Padua de kerkpatroon zou worden. De parochianen wilden echter dat hun nieuwe parochiekerk net als de vorige aan "Sint Jan" zou worden gewijd. Kennelijk werd een compromis gevonden: op 2 oktober 1917 werd de kerk geconsecreerd met zowel Antonius van Padua als Johannes de Doper als patroon.. Al snel sprak men weer van de Johannes de Doperkerk. 
Onder architectuur van Hendrik Christiaan van de Leur is de kerk omstreeks 1960 gerestaureerd. Hij heeft deze in 1961 voorzien van een nieuwe westgevel met ingangsportaal en zangtribune.  
In 1997 is het kerkgebouw ingrijpend gerestaureerd voor een bedrag van fl. 950.000. 
Door teruglopend kerkbezoek en het kostenplaatje werd het gebouw op 27 juni 2021 aan de eredienst onttrokken. Het kerkgebouw en de pastorie krijgen een andere bestemming.

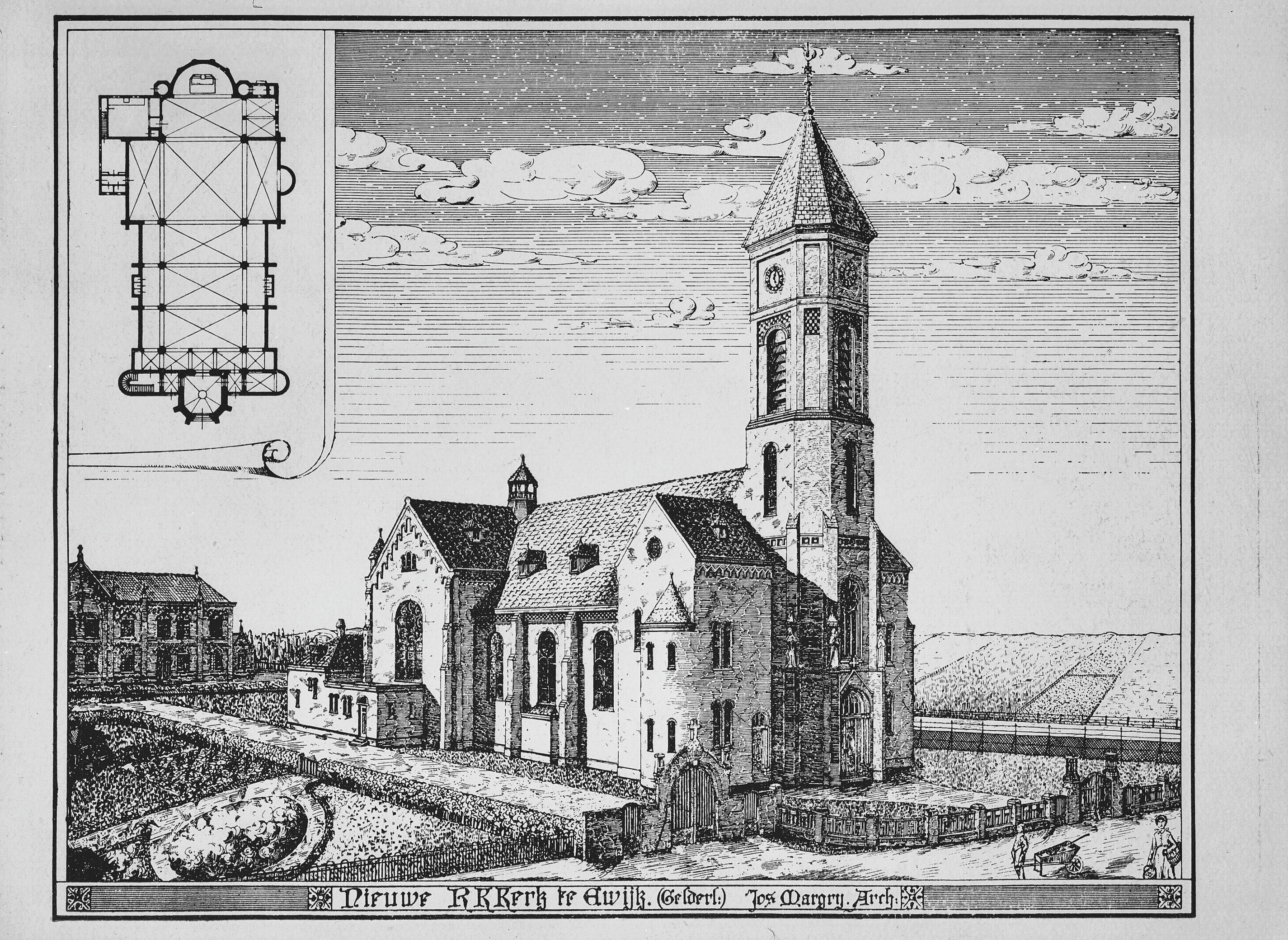
Tekening van het oorspronkelijke ontwerp met toren

## Architectuur
De kerk met een zadeldak met dakpannen, opgetrokken in baksteen, is gebouwd naar een ten dele gerealiseerd ontwerp van Jos Margry uit Rotterdam. Het kerkgebouw is een driebeukige kruiskerk van het type pseudobasiliek in neoromaanse stijl. Van de buitenkant oogt het gebouw sober. 
De wel ontworpen westtoren is nooit gebouwd. Daarvoor in de plaats bevindt zich op de viering op het dak van het driebeukig schip een open, achtzijdig klokkentorentje. Ook was de uitbouw van de voorgevel met portaal en zangkoor en één travee van het schip niet gerealiseerd. 
De kerk was rond 1960 toe aan een restauratie. Architect Hendrik Christiaan van de Leur kreeg daarvoor de opdracht. Hij maakte in 1961 de kerk af met een voorbouw, met daarin een nieuw portaal en een zangzolder, maar niet naar de oude plannen.  
Voor de toegang werden drie beelden geplaatst: "St. Jan de Doper", de oude kerkpatroon, "St. Antonius van Padua", de door het Grewen-fonds opgedrongen patroonheilige, en een vredesduif. De beelden werden gemaakt door dr. Bartholomeus Johannes Maria (Bart) Welten.  

## Interieur
De kerk bezit een vrij omvangrijke inventaris, waaronder oud liturgisch vaatwerk. Uit de middeleeuwse oude kerk zijn de preekstoel, een tabernakel, een zijaltaar, communiebanken en het orgel overgegaan naar de nieuwe kerk, en ook het grootste gedeelte van de 19de-eeuwse beelden.

## Galerij

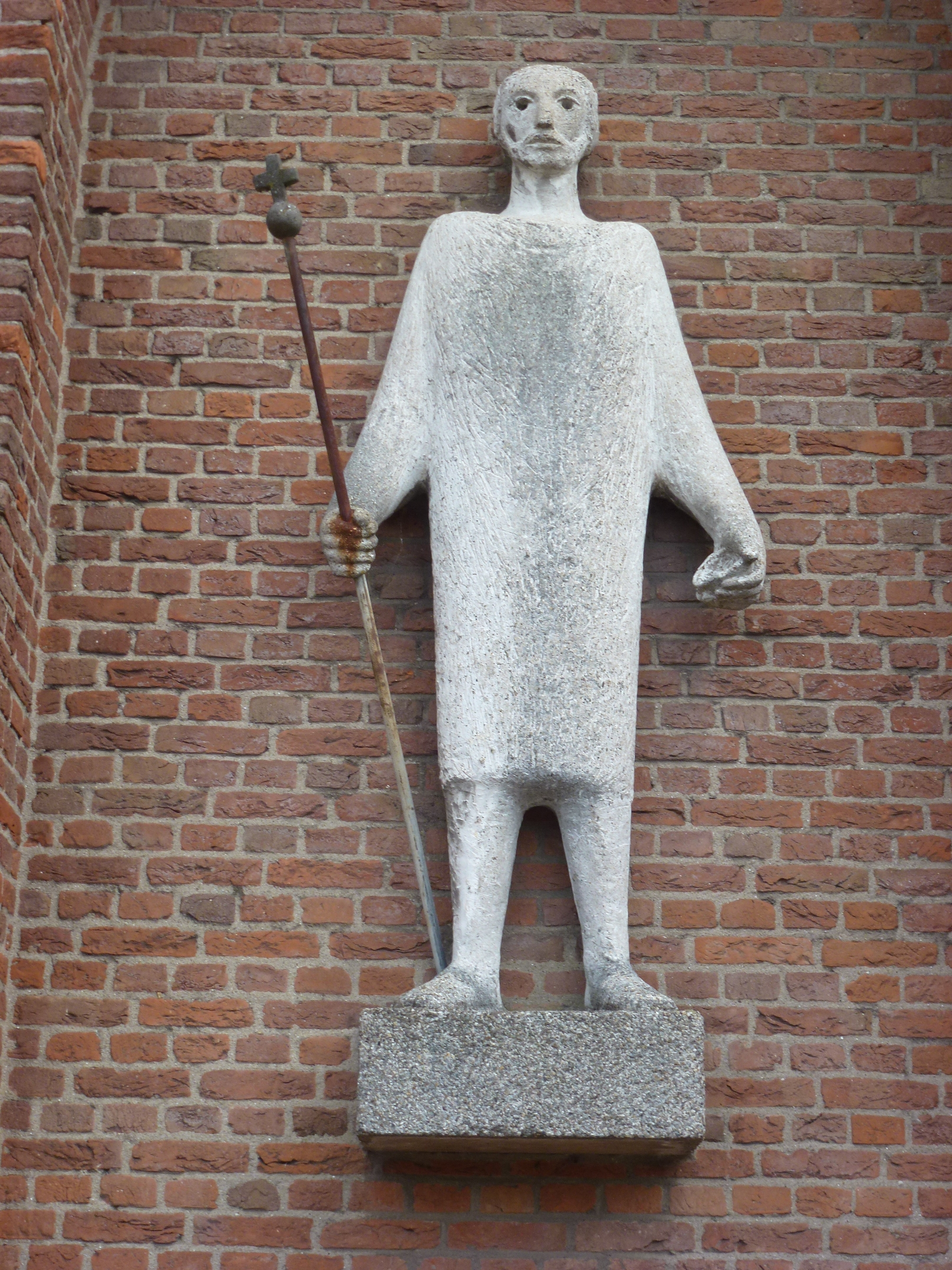
Johannes de Doper, gevelbeeld
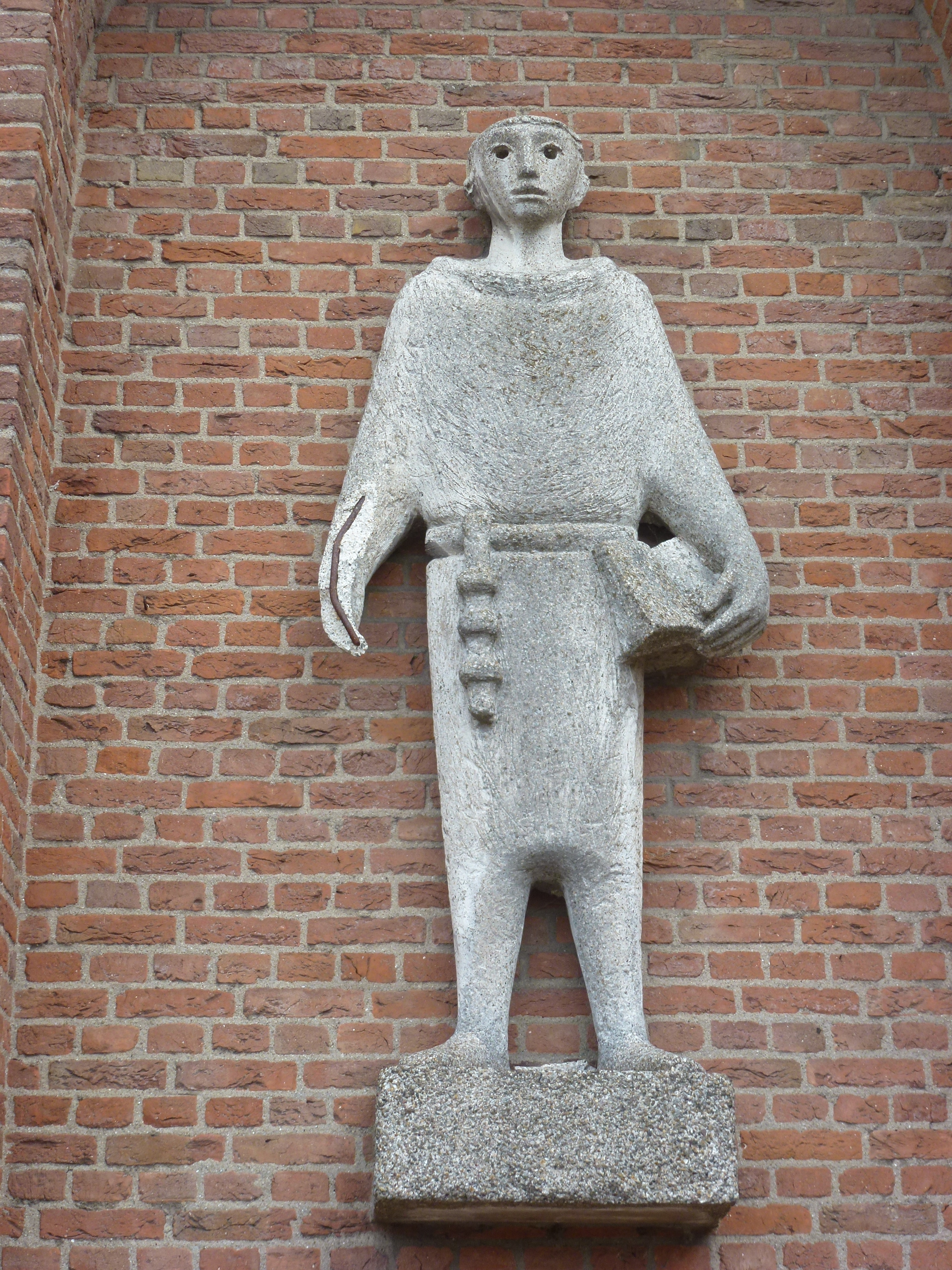
Antonius van Padua, gevelbeeld
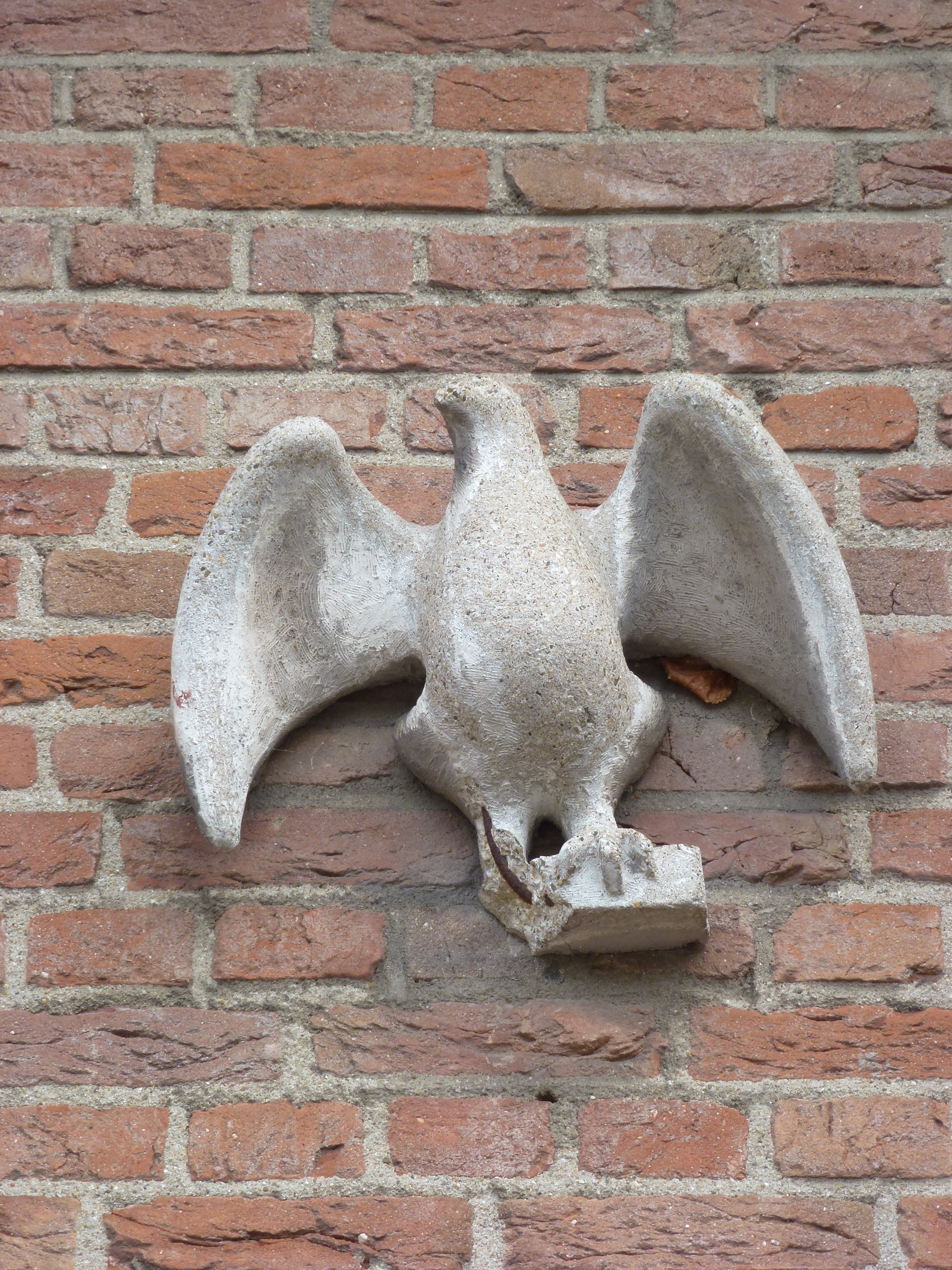
vredesduif, gevelbeeld
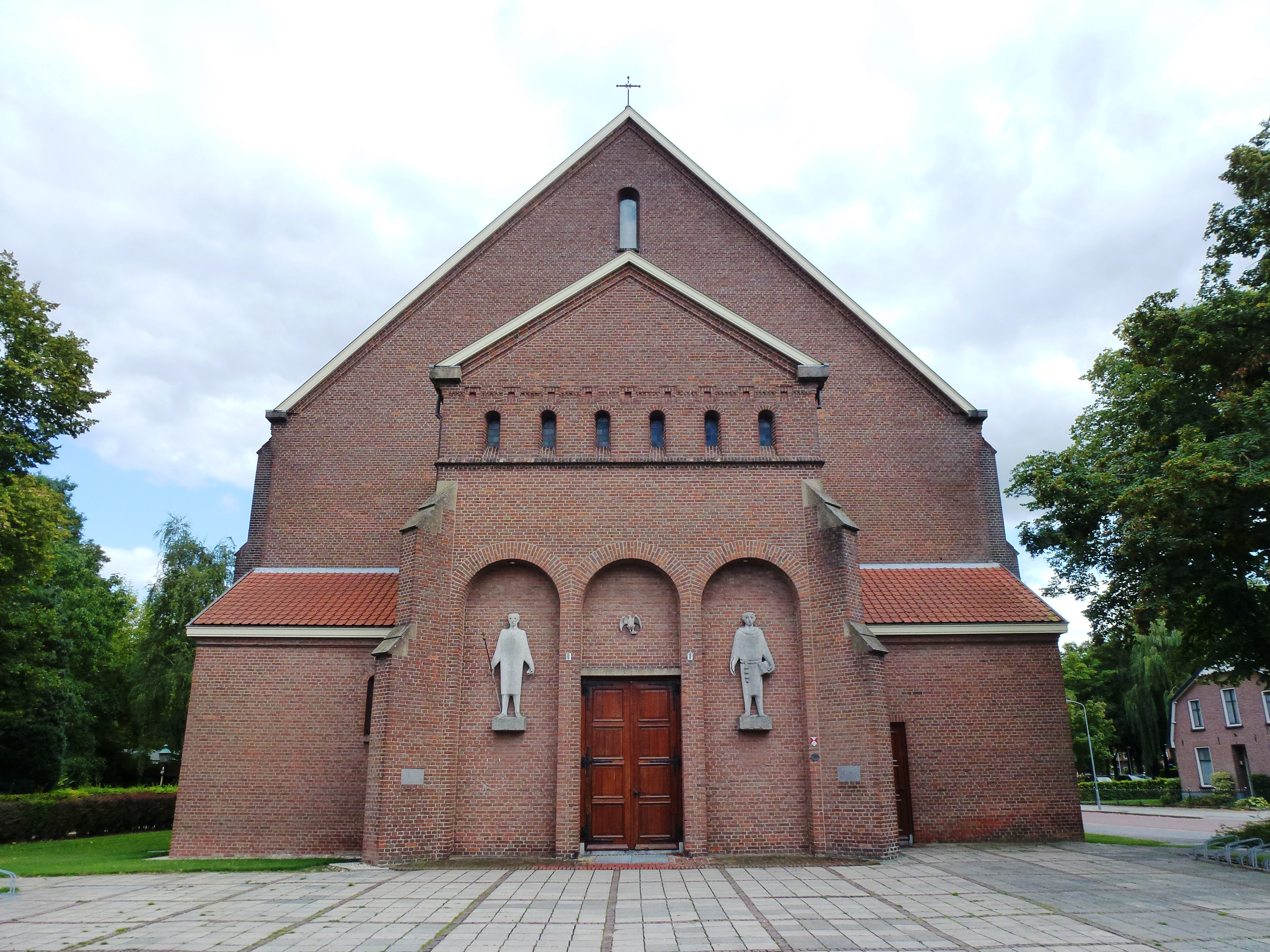
Voorgevel
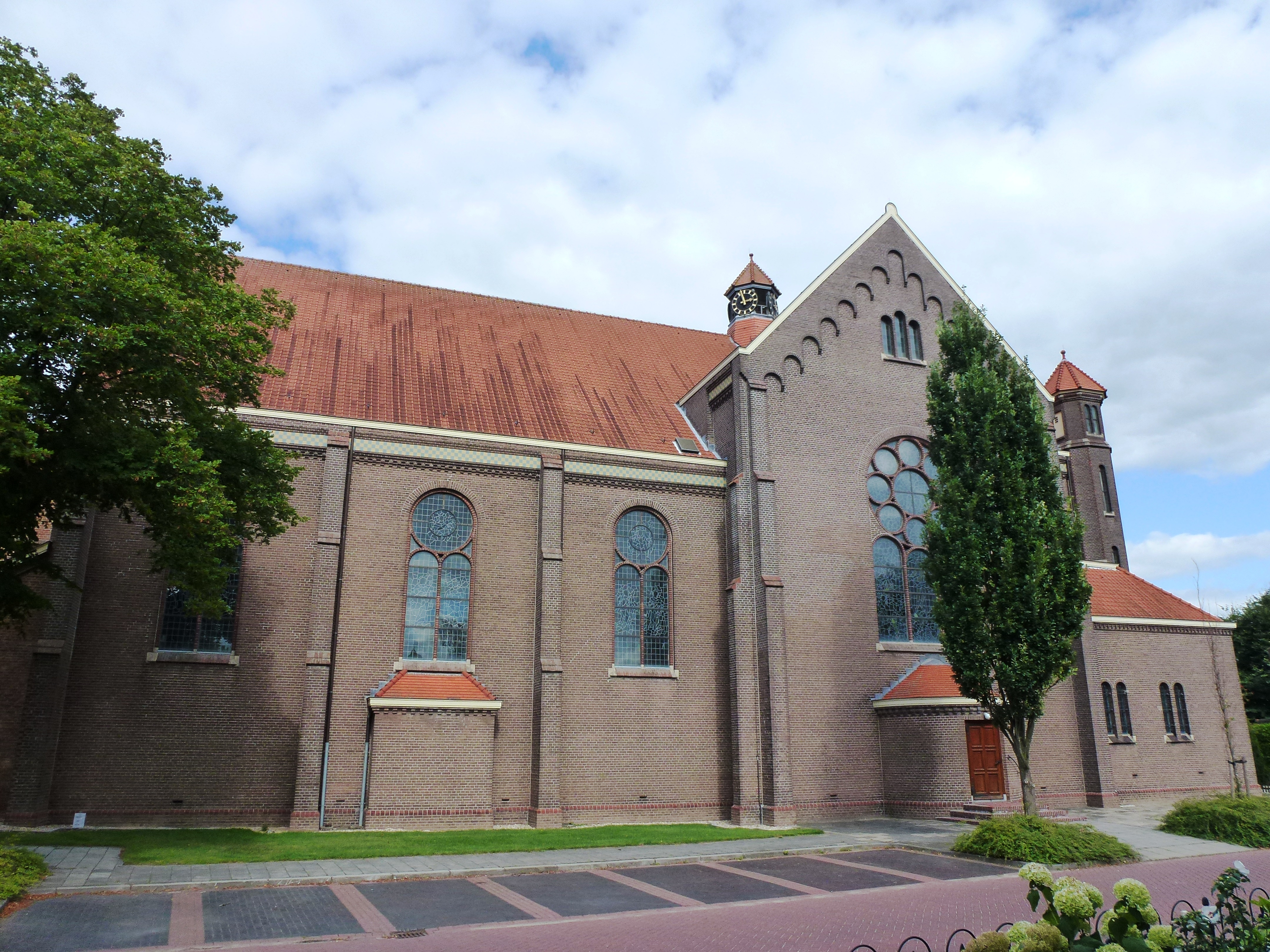
Zijgevel
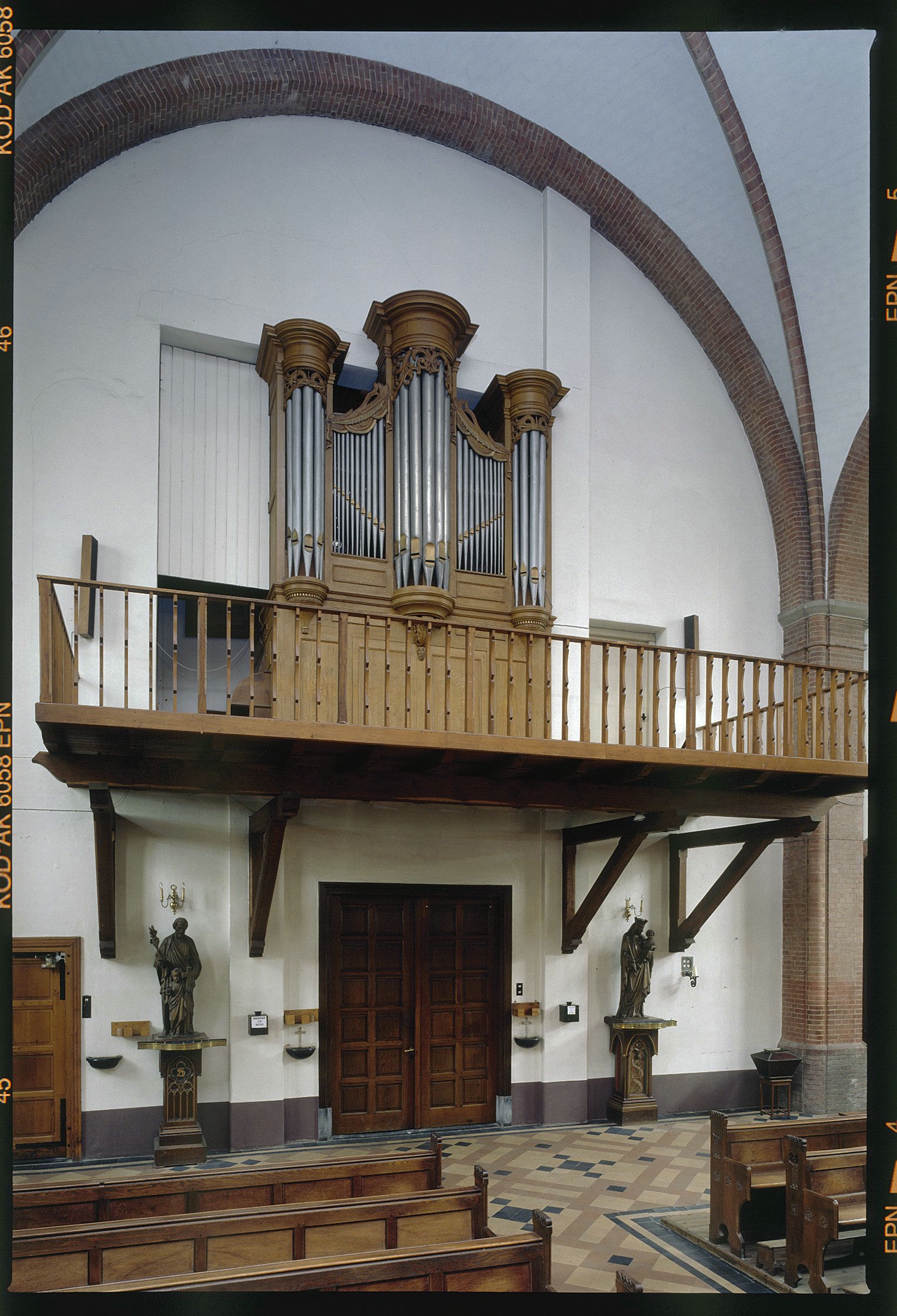
Interieur, aanzicht orgel
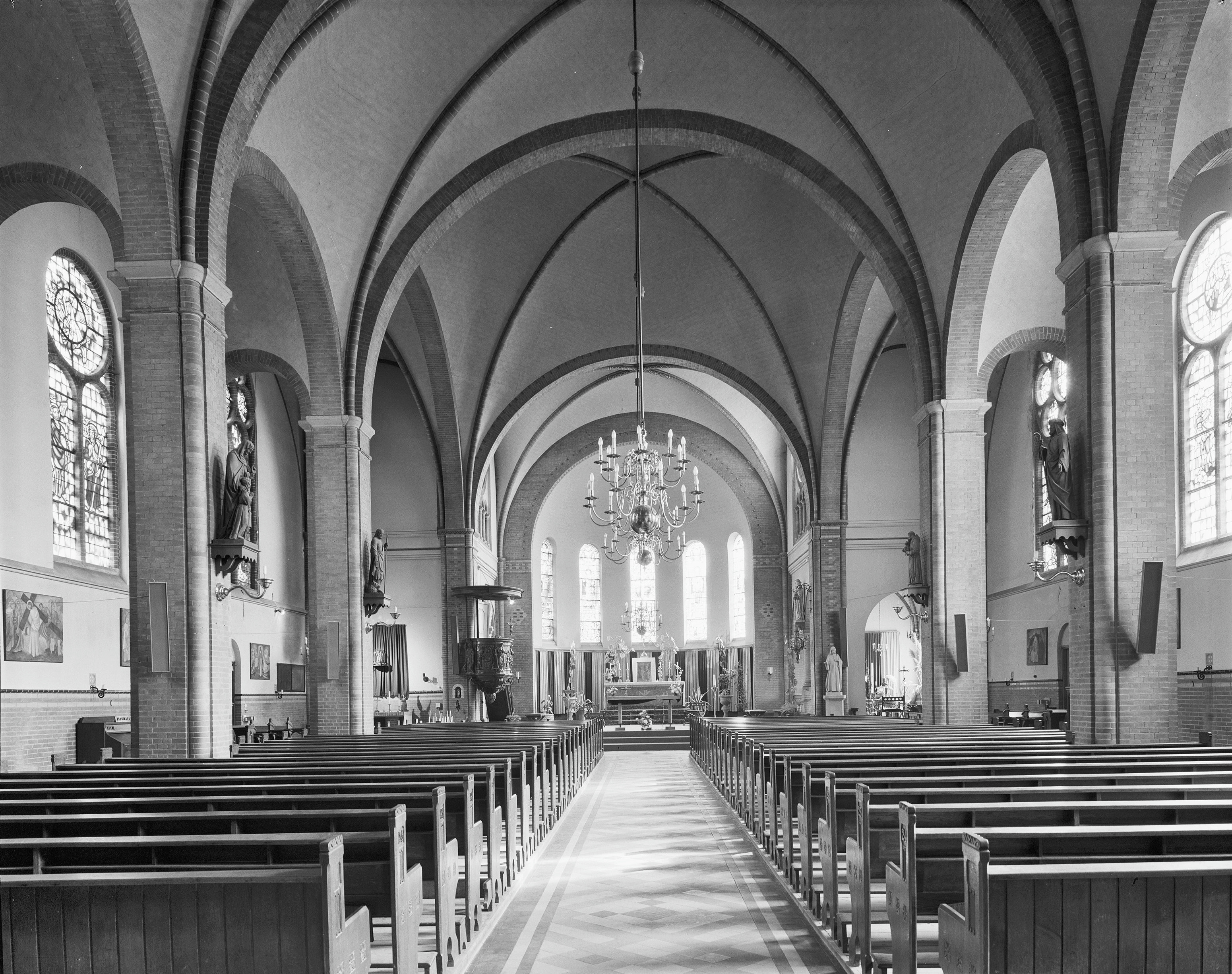
Interieur, middenschip naar het oosten, koor met altaar, preekstoel, glas-in-loodramen, beelden, kerkbanken, kroonluchter (1976)